# سيريلة عنقودية الأزهار
سيريلة عنقودية الأزهار (الاسم العلمي: Cyrilla racemiflora) هي نوع من النباتات تتبع جنس السيريلة من الفصيلة السيريلية.